# NGC 7662

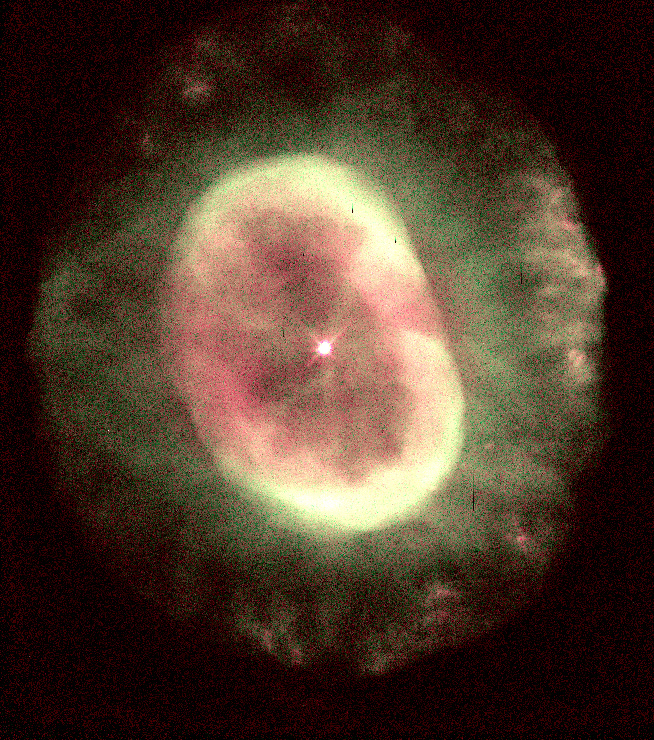
NGC 7662

NGC 7662 sau Caldwell 22 (sau Nebuloasa Bulgăre de Zăpadă) este o nebuloasă planetară din constelația Andromeda. 